# Tommy Clish
Thomas Partridge Clish (sinh ngày 19 tháng 10 năm 1932 và qua đời vào tháng 8 năm 2024) là một cựu cầu thủ bóng đá người Anh có 52 lần ra sân ở Football League thi đấu ở vị trí thủ môn cho Darlington. Ông cũng từng đầu quân cho West Ham United, không thi đấu ở Giải vô địch.